# Эльба, Идрис
Идрисса Акуна «Идрис» Эльба (англ. Idrissa Akuna «Idris» Elba; род. 6 сентября 1972, Хакни, Лондон, Англия, Великобритания) — британский актёр кино и телевидения, наиболее известный по фильмам «28 недель спустя» (2007), «Рок-н-рольщик» (2008), «Мальчики-налётчики» (2010), «Отряд самоубийц: Миссия навылет» (2021), «Прометей» (2012), «Тихоокеанский рубеж» (2013), «Форсаж: Хоббс и Шоу» (2019), тетралогии «Тор» (2011, 2013, 2017, 2022). Офицер ордена Британской империи (OBE).

## Биография
Идрисса Акуна Эльба, единственный ребёнок в семье, родился в Хакни, Лондон. Первое время учился в школе в Кэннинг-тауне, где впервые сыграл на сцене. Его отец из Сьерра-Леоне, а мать из Ганы. Эльба вырос в Ист-Хэме, и начал помогать дяде с его диджей-бизнесом на свадьбах в 1986 году. Позже сам начал карьеру диджея, выступая в ночных клубах под ником DJ Big Driis в 19 лет. С 1989 по 1990 год Идрис работал на заводе Ford в Дагенхаме.

## Карьера
В начале своей карьеры Идрис Эльба снимался на телевидении. Свою первую, наиболее значимую, роль он сыграл в сериале «Доктор Элинор Бромвелл» в 1995 году, появившись в эпизодической роли в одной серии. Он также снялся в таких сериалах, как «Ещё по одной» и «Зона опасности».

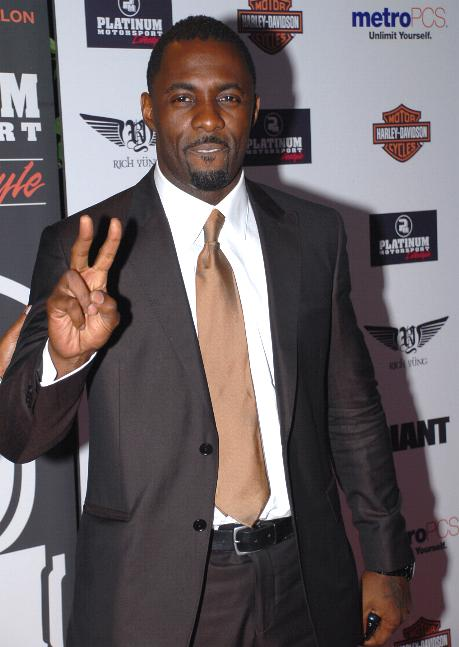
Идрис Эльба на вечеринке American Music Awards 2007

После 1990-х Эльба начал сниматься в кино, играя, главным образом, роли второго плана. Среди них были фильмы: «В поисках брата» (2000), «Солдаты Буффало» (2001) и другие. Он появился в нескольких сериях известного ситкома «Офис» и сыграл Стрингера Белла в сериале «Прослушка». В 2005 году он сыграл главную роль в телефильме «Однажды в апреле». К 2007 году его карьера стала более оживлённой — Эльба был задействован более чем в пяти фильмах. Наиболее успешными для него стали «28 недель спустя» Хуана Карлоса Фреснадильо и «Жатва» Стивена Хопкинса. В 2008 году Идрис Эльба исполнил одну из главных ролей в криминальной комедии Гая Ричи «Рок-н-рольщик». В 2009 году присоединился к актёрскому составу ситкома «Офис» на некоторое время. В 2010 году Эльба сыграл в фильме «Мальчики-налётчики» и исполнил главную роль в сериале «Лютер».
В 2011 году вышел фантастический фильм Кеннета Брана «Тор», основанный на одноимённом комиксе, в котором Идрис Эльба исполнил роль воина по имени Хеймдалл. Также в этом же году стартовал второй сезон «Лютера», за роль в котором Эльба удостоился «Золотого глобуса» в категории «Лучший актёр в мини-сериале или телефильме».
В 2012 году у актёра было два крупных проекта — мистический боевик «Призрачный гонщик 2» и фантастический триллер «Прометей». В том же году Эльба выступил в качестве сорежиссёра и актёра в клипе Lover of the Light английской группы Mumford & Sons.
В 2013 году Идрис исполнил одну из ведущих ролей в фильме Гильермо дель Торо «Тихоокеанский рубеж» и вновь сыграл Хеймдалла в сиквеле «Тора» — «Тор 2: Царство тьмы». Он вернулся к исполнению роли Хеймдалла в фильмах «Мстители: Эра Альтрона», «Тор: Рагнарёк» и «Мстители: Война бесконечности».
По итогам 2013 года Эльба был номинирован на «Золотой глобус» в двух категориях — «Лучший актёр — драма» (за роль Нельсона Манделы в фильме «Долгий путь к свободе») и «Лучший актёр — мини-сериал или телефильм» (уже в третий раз за мини-сериал «Лютер»).
В период с 2016 по 2019 год вышел целый ряд громких проектов, созданных при участии актера, в их числе: «Стартрек: Бесконечность», «Тёмная башня» и «Форсаж: Хоббс и Шоу». Также, в 2019-м Эльба принял участие в съёмках экранизации мюзикла Эндрю Ллойда Уэббера «Кошки», где исполнил роль отрицательного персонажа Макавити.
После хакерской атаки сайта кинокомпании MGM в Сети появились слухи, что продюсеры Бондианы Барбара Брокколи и Майкл Уилсон рассматривают кандидатуру Идриса Эльбы на роль Джеймса Бонда после окончания контракта с Дэниэлом Крейгом. Однако, информация до сих пор не подтверждена.
В 2021 году Идриса Эльбу можно было увидеть в фильме «Отряд самоубийц: Миссия навылет» в роли Бладспорта. В 2022 году состоялась мировая премьера эпического фэнтези Джорджа Миллера «Три тысячи лет желаний», в которой Эльба исполнил роль джинна. В российский прокат фильм вышел в начале сентября.

## Личная жизнь
С 1997 по 2001 год Идрис Эльба был женат на актрисе Дормове Шерман, с которой у него есть дочь, Исан (род. 2002). Актёр проводит большую часть своего времени в Лондоне, а также владеет домом в Атланте, так что он может быть близок к своей дочери.
Эльба — фанат лондонского футбольного клуба «Арсенал», а его отец является поклонником «Манчестер Юнайтед».
Вновь женился 26 апреля 2019 года. Избранницей актёра стала канадская модель Сабрина Даур. Тайная церемония в узком кругу близких прошла в отеле Ksar Char Bagh в Марракеше.

## Фильмография
| Год       |    | Русское название                    | Оригинальное название                 | Роль                                             |
| --------- | -- | ----------------------------------- | ------------------------------------- | ------------------------------------------------ |
| 1994—1995 | с  | Чисто английское убийство           | The Bill                              | Алекс Мэйсон / Эрл Ли                            |
| 1995      | с  | Ещё по одной                        | Absolutely Fabulous                   | Хилтон                                           |
| 1999      | ф  | Любимая тёща                        | Belle Maman                           | Грегуар                                          |
| 2001      | с  | Закон и порядок                     | Law & Order                           | Лонни Листон                                     |
| 2001      | ф  | Солдаты Буффало                     | Buffalo Soldiers                      | Кимборо                                          |
| 2002—2004 | с  | Прослушка                           | The Wire                              | Рассел «Стрингер» Белл                           |
| 2003      | с  | C.S.I.: Место преступления Майами   | CSI: Miami                            | Анжело Седарис                                   |
| 2003      | ф  | Одна любовь                         | One Love                              | Аарон                                            |
| 2005      | тф | Однажды в апреле                    | Sometimes in April                    | Огустин Муганза                                  |
| 2007      | ф  | Жатва                               | The Reaping                           | Бен                                              |
| 2007      | ф  | 28 недель спустя                    | 28 Weeks Later                        | генерал Стоун                                    |
| 2007      | ф  | Гангстер                            | American Gangster                     | Танго                                            |
| 2007      | ф  | Папина дочка                        | Daddy's Little Girls                  | Монти Джеймс                                     |
| 2008      | ф  | Рок-н-рольщик                       | RocknRolla                            | Мямля                                            |
| 2008      | ф  | Выпускной                           | Prom Night                            | детектив Винн                                    |
| 2009      | ф  | Нерождённый                         | The Unborn                            | Артур Уиндам                                     |
| 2009      | ф  | Одержимость                         | Obsessed                              | Дерек Чарльз                                     |
| 2009      | с  | Офис                                | The Office                            | Чарльз Майнер                                    |
| 2010      | ф  | Лузеры                              | The Losers                            | Рок                                              |
| 2010      | с  | Эта страшная буква «Р»              | The Big C                             | Ленни                                            |
| 2010      | ф  | Мальчики-налётчики                  | Takers                                | Гордон Козье                                     |
| 2010—2019 | с  | Лютер                               | Luther                                | Джон Лютер                                       |
| 2011      | ф  | Тор                                 | Thor                                  | Хеймдалл                                         |
| 2011      | мс | ATHF                                | Aqua Teen Hunger Force                | полицейский                                      |
| 2012      | ф  | Призрачный гонщик 2                 | Ghost Rider: Spirit of Vengeance      | Моро                                             |
| 2012      | ф  | Прометей                            | Prometheus                            | капитан Джанек                                   |
| 2013      | ф  | Тихоокеанский рубеж                 | Pacific Rim                           | Стэкер Пентекост                                 |
| 2013      | ф  | Тор 2: Царство тьмы                 | Thor: The Dark World                  | Хеймдалл                                         |
| 2013      | ф  | Долгий путь к свободе               | Mandela: Long Walk to Freedom         | Нельсон Мандела                                  |
| 2014      | ф  | Второе пришествие                   | Second Coming                         | Марк                                             |
| 2014      | ф  | Сорвиголова                         | No Good Deed                          | Колин                                            |
| 2015      | ф  | Мстители: Эра Альтрона              | The Avengers: Age of Ultron           | Хеймдалл                                         |
| 2015      | ф  | Ганмен                              | The Gunman                            | специальный агент Интерпола Джеки «Дюпонт» Барнс |
| 2015      | ф  | Безродные звери                     | Beasts of No Nation                   | командир                                         |
| 2016      | мф | Зверополис                          | Zootopia                              | Буйволсон                                        |
| 2016      | ф  | Книга джунглей                      | The Jungle Book                       | Шер-Хан (голос)                                  |
| 2016      | мф | В поисках Дори                      | Finding Dory                          | Хлюп                                             |
| 2016      | ф  | Крутые меры                         | Bastille Day                          | Шон Брайр                                        |
| 2016      | ф  | Сотни улиц                          | A Hundred Streets                     | Макс                                             |
| 2016      | ф  | Стартрек: Бесконечность             | Star Trek Beyond                      | Кролл                                            |
| 2017      | ф  | Тёмная башня                        | The Dark Tower                        | Роланд Дискейн                                   |
| 2017      | ф  | Между нами горы                     | The Mountain Between Us               | Бен Басс                                         |
| 2017      | ф  | Тор: Рагнарёк                       | Thor: Ragnarok                        | Хеймдалл                                         |
| 2017      | ф  | Большая игра                        | Molly's Game                          | Чарли Джеффи                                     |
| 2017      | с  | Герилья                             | Guerrilla                             | Кент                                             |
| 2018—2020 | с  | В конце концов                      | In the Long Run                       | Уолтер Исмон                                     |
| 2018      | ф  | Мстители: Война бесконечности       | Avengers: Infinity War                | Хеймдалл                                         |
| 2019      | с  | Сделай погромче, Чарли              | Turn Up Charlie                       | Чарли                                            |
| 2019      | ф  | Форсаж: Хоббс и Шоу                 | Fast & Furious Presents: Hobbs & Shaw | Брикстон                                         |
| 2019      | ки | NBA 2K20                            | NBA 2K20                              | тренер Эрни Эймс                                 |
| 2019      | ф  | Кошки                               | Cats                                  | Макавити                                         |
| 2020      | ф  | Городской ковбой                    | Concrete Cowboy                       | Харп                                             |
| 2021      | ф  | Отряд самоубийц: Миссия навылет     | The Suicide Squad                     | Роберт Дюбуа / Бладспорт                         |
| 2021      | ф  | Тем больнее падать                  | The Harder They Fall                  | Руфус Бак                                        |
| 2022      | ф  | Три тысячи лет желаний              | Three Thousand Years of Longing       | джинн                                            |
| 2022      | ф  | Соник 2 в кино                      | Sonic the Hedgehog 2                  | Ехидна Наклз                                     |
| 2022      | ф  | Тор: Любовь и гром                  | Thor: Love and Thunder                | Хеймдалл                                         |
| 2022      | ф  | Зверь                               | Beast                                 | доктор Нейт Сэмюэлс                              |
| 2022      | мс | Зверополис+                         | Zootopia+                             | Буйволсон                                        |
| 2023      | ф  | Лютер: Павшее солнце                | Luther: The Fallen Sun                | Лютер                                            |
| 2023      | ф  | Тайлер Рейк: Операция по спасению 2 | Tyler Rake: Extraction 2              | Элкотт                                           |
| 2023      | ки | Cyberpunk 2077: Phantom Liberty     | Cyberpunk 2077: Phantom Liberty       | Соломон Рид / Solomon Reed                       |
| 2023      | с  | Захваченный рейс                    | Hijack                                | Сэм Нильсон                                      |
| 2023      | мс | Что, если...?                       | What If…?                             | Хеймдалл                                         |
| 2024      | с  | Наклз                               | Knuckles                              | Ехидна Наклз                                     |
| 2024      | ф  | Соник 3 в кино                      | Sonic the Hedgehog 3                  | Ехидна Наклз                                     |
| 2025      | мф | Fixed                               | Fixed                                 | Роко                                             |
| 2025      | ф  | Главы государств                    | Heads of State                        | премьер-министр Великобритании Сэм Кларк         |
| 2025      | ф  | Дом динамита                        | A House of Dynamite                   |                                                  |
| 2026      | ф  | Властелины Вселенной                | Masters of the Universe               |                                                  |
|           | ф  | Инфернус                            | Infernus                              | Донован Камара                                   |
|           | ф  | Над бездной                         | Above the Below                       | Джексон                                          |

## Дискография
EP’s
- 2006: Big Man
- 2009: Kings Among Kings
- 2010: High Class Problems Vol. 1
- 2022:  Cordi Elba – совместно с австралийским дуэтом Lime Cordiale.